# Energy Murambadoro
Energy Murambadoro (* 27. Juni 1982) ist ein simbabwischer ehemaliger Fußballtorhüter.

## Karriere

### Verein
Murambadoro spielte zunächst in seiner Heimat bei CAPS, ehe er 2003 nach Südafrika zum Hellenic FC wechselte. Nur ein Jahr später versuchte er sich in Israel beim Pokalsieger Hapoel Bnei Sachnin. Er kam unter anderem beim Erstrundenspiel im UEFA-Pokal gegen Newcastle United zum Einsatz, verlor mit seiner Mannschaft aber chancenlos in der Addition mit 1:7. 2005 kehrte er wieder zu CAPS United Harare zurück. Am 20. Oktober 2012 wurde er gemeinsam mit 15 anderen Nationalspielern für 10 Jahre wegen Spielemanipulation gesperrt.
Im Jahr 2014 konnte er seine Karriere fortsetzen. Seit 2015 spielt er für AmaZulu Durban.

### Nationalmannschaft
Murambadoro nahm mit der simbabwischen Nationalmannschaft an der Afrikameisterschaft 2004 und 2006 teil. Beide Male scheiterte er mit seiner Mannschaft bereits in der Vorrunde, wobei er lediglich 2004 zu zwei Einsätzen im Endturnier kam. Bei der Qualifikation zu WM 2006 war Murambadoro hingegen Stammspieler und stand in acht der zwölf Qualifikationspartien auf dem Platz.